# Петраш Євген Вячеславович
Євге́н Вячесла́вович Петраш, псевдо Юджин (20 березня 1994, Суми — 3 березня 2022, Ворзель) — український військовик. Учасник боїв війни на сході у 2015—2018 роках, командир роти в складі ОЗСП «Азов» НГУ. Учасник відбиття російського повномасштабного нападу 2022 року, другий номер розрахунку РПГ підрозділу розвідки Територіальної оборони «Азов» ЗСУ.

## Життєпис
Народився у місті Суми. У 10 років переїхав з родиною до Києва. Навчався у школі № 63. Потім вступив до НТУУ «Київський політехнічний інститут імені Ігоря Сікорського». Перервавши навчання в університеті, у травні 2015 року приєднався до батальйону «Азов». Брав участь у бойових діях на сході України (на Маріупольському напрямку та в районі Мар'їнки). У 2018 році повернувся до Києва і продовжив навчання на заочній формі. Влаштувався на роботу в компанію EVO, де займався розробкою бізнес-проєктів.
Після початку повномасштабного вторгнення РФ в Україну, 24 лютого 2022 року як військовозобов'язаний оперативного резерву № 1 прибув до місця розташування полку «Азов» київської тероборони. 3 березня 2022 року в складі розвідувальної групи під Ворзелем мав завдання виявити передній край ворога і закріпитись на позиції. Проте ворог вже проривався до Бучі. Група отримала наказ затримати ворожі сили, щоб лінія оборони встигла закріпитись. Під час бою тривалістю понад 12 годин, групу Євгена почали брати в оточення. Під час бою зумів витягнути з під шквального вогню поранених побратимів, яких вдалось евакуювати з місця бою, однак сам зазнав тяжкого поранення від міни. Залишившись на позиції, тримав периметр і прикривав відхід побратимів. Героїчно загинув, виконавши свій обов'язок.
Поховали Євгена Петраша в Києві на Лук'янівському військовому кладовищі.

## Пам'ять
У 2023 році в пам'ять про загиблого воїна було відкрито меморіальні дошки. Першу встановили в загальноосвітній школі № 63 м. Києва, другу — в 19 корпусі КПІ ім. Ігоря Сікорського, де навчався Євген Петраш. Третю, 6 червня 2023, у Липоводолинському ліцеї.

## Нагороди
- Почесна відзнака «За оборону Маріуполя» (11 жовтня 2017)[6]
- Медаль «Захисникам Вітчизни» (2 жовтня 2017)[7]
- Медаль «Доброволець» (6 грудня 2017)[8]
- Почесна відзнака «Учасник АТО» (6 грудня 2017)[9]
- Почесна відзнака «За заслуги перед містом Буча» (14 жовтня 2022, посмертно)[10]
- Медаль «Ветеран війни — Учасник бойових дій»
- Почесна відзнака «За сприяння обороні Києва» (19 травня 2023, посмертно)
- Медаль «Честь. Слава. Держава» (13 жовтня 2023, посмертно)